# Stepan Pogosjan
Stepan Karapetowitsch Pogosjan (russisch Степан Карапетович Погосян; armenisch Ստեփան Կարապետի Պողոսյան; * 10. Februar 1932 im Dorf Agaktschi, Armenische SSR; †  17. Mai 2012 in Jerewan) war ein sowjetischer Politiker armenischer Abstammung und von November 1990 bis Mai 1991 Erster Sekretär der armenischen KP sowie Mitglied im Politbüro (1990–1991). 

## Leben
Pogosjan schloss die Universität in Jerewan 1955 ab und trat im Jahr 1956 der KPdSU bei. Nach verschiedenen Funktionen in der Jugendorganisation Komsomol, war Pogosjan von 1970 bis 1988 Vorsitzender des staatlichen Komitees für Fernsehen und Radio. Von 1988 bis 1990 war er Direktor der Nachrichtenagentur des Ministerrates der Armenischen SSR. Im November 1990 wurde Pogosjan auf dem 28. Parteitag der armenischen KP zum Ersten Sekretär gewählt. Auf diesem Parteitag wurde auch die Unabhängigkeit von der KPdSU beschlossen. Pogosjan verblieb bis Mai 1991 in dieser Position und wurde von Aram Sargsjan abgelöst. Pogosjan war in den Jahren von 1990 bis 1991 sowohl Mitglied des Zentralkomitees als auch des Politbüros der KPdSU.
Im Juli 1991 ging er in den Ruhestand und starb 2012 in Jerewan.